# 石勇 (水浒传)
石勇是古典小说《水浒传》中人物，大名府人氏，上应“地丑星”。生得体格粗大、须眉稀疏、面色蜡黄，为人十分好赌，故得绰号“石将军”。因赌博纠纷而一拳把人打死，逃到柴进庄上避难。后前去投靠宋江，到了宋家村宋江家，得知宋江有事在逃。宋太公托其给宋江送信，石勇在对影山附近一酒店和宋江、燕顺相遇，遂投奔了梁山。在山寨中位列第99位好汉，担任步军小头领。受招安后，参与对阵宋军、辽军、田虎、王庆等历次征战，曾在抗辽时身负重伤。最终在征讨江南方腊攻翕州时，为救“青眼虎”李云而遭方军猛将王寅以钢枪贯体而亡。 

## 影视形象
- 1983年山东版《水浒》：王文杰
- 2011年版《水浒传》：李海東

## 漫画
- 《水滸傳》，橫山光輝，1967－1971年，日本

## 電子遊戲
- 《水滸傳·天命之誓》，1989年，日本，光榮株式會社
- 《水滸演武（日语：水滸演武）》，1995年，日本，Data East
- 《水滸傳·天導一〇八星》，1997年，日本，光榮株式會社